# Cigaritis obscurata
Cigaritis obscurata är en fjärilsart som beskrevs av Otto Staudinger 1901. Cigaritis obscurata ingår i släktet Cigaritis och familjen juvelvingar. Inga underarter finns listade i Catalogue of Life.